# Buslijn P (Haaglanden)
Buslijn P van HTM was een buslijn in de regio Haaglanden, in de Nederlandse provincie Zuid-Holland.

## Geschiedenis
1927-1955
- 3 december 1927: De eerste instelling van lijn P vond plaats op het traject Plein - Gooilaan/Hilversumsestraat. De lijn was bedoeld als concurrent van de Westlandse stroomtram die een verbinding onderhield van de Lijnbaan naar Loosduinen en verder het Westland in. De HTM wilde de stoomtram van de Westlandsche Stoomtramweg Maatschappij (WSM) elektrificeren maar onderhandelingen daarover vlotten niet. Na de opheffing van de stoomtram op het gedeelte Den Haag  - Loosduinen (1928) ging de WSM met busvervoer verder en concurreerde daarmee met buslijn P. De lijnkleur was oranje.
- 15 mei 1932: Gewijzigde route. Het eindpunt Gooilaan/Hilversumsestraat werd verlegd naar Soestdijkschekade/Loosduinsekade.
- 28 februari 1933: route via Lijnbaan i.p.v. de krappe Bleekerslaan/Warmoezierstraat, alwaar tot in 1938 ook tramlijn 10 reed.[3]
- 9 september  1933: route nu over de gehele Loosduinscheweg.
- 1 juni 1934: Het eindpunt Soestdijkschekade/Loosduinsekade werd verlegd naar Appelstraat/Mient.
- 10 - 15 mei 1940: lijn P rijd niet wegens de Duitse inval.
- 22 mei 1940: Het eindpunt Plein werd verlegd naar Groote Markt.
- 1 oktober 1940: Het eindpunt Appelstraat/Mient werd verlegd naar Thorbeckelaan/Haagweg.
- 10 augustus 1943: Lijn P werd wegens gebrek aan banden opgeheven.
- 1 oktober 1946:[4] De dienst van lijn P werd hersteld, nu op het traject Groote Markt - Lisztplein. Ook de WSM pakte in die jaren haar verbindingen weer op zodat men met WSM of HTM van Loosduinen naar het Haagse centrum kon reizen. Op 1 oktober kreeg de WSM echter een rijverbod op dit traject. Protest mocht niet baten.[5]
- 31 oktober 1955: Lijn P werd opgeheven in het kader van de wijziging van alle Haagse buslijnnummers van letters in cijfers. Het traject werd overgenomen door lijn 26.